# 馬爾伯里 (喬治亞州)
馬爾伯里（英語：Mulberry）是位於美國喬治亞州巴羅縣的一個人口普查指定地區。

## 地理
馬爾伯里的座標為34°02′40″N 83°43′01″W / 34.04444°N 83.71694°W，而該地最高點為海拔高度228米（即748英尺）。

## 人口
根據2010年美國人口普查的數據，馬爾伯里的面積為5.00平方千米，當中陸地面積為5.00平方千米，而水域面積為5.00平方千米。當地共有人口500人，而人口密度為每平方千米100人。